# François Remetter
François Remetter (ur. 8 sierpnia 1928 w Strasburgu, zm. 2 października 2022) – francuski piłkarz, bramkarz. Brązowy medalista MŚ 58.

## Życiorys
W latach 1948–1968 występował w szeregu francuskich klubów. W reprezentacji Francji zagrał 26 razy. Debiutował 11 czerwca 1953 w meczu ze Szwecją, ostatni raz zagrał w 1959. Grał na MŚ 54. Cztery lata później, po dwóch pierwszych meczach Francji w turnieju, zastąpił go w bramce Claude Abbes.